# Сафакулевський округ
Сафаку́левський округ (рос. Сафакулевский округ) — адміністративна одиниця, муніципальний округ у складі Курганської області Російської Федерації.
Адміністративний центр — село Сафакулево.

## Населення
Населення округу становить 9692 особи (2021; 13120 у 2010, 16957 у 2002).

## Історія
3 листопада 1923 року у складі Челябінського округу Уральської області був утворений Сарт-Калмицький район з центром у селі Сулюкліно. 7 квітня 1924 року район перейменовано в Яланський район, центр перенесено до села Мартиновка. 15 вересня 1926 року центр району перенесено до села Сафакулево. 20 квітня 1930 року район був об'єднаний із сусіднім Катайським районом у Ялано-Катайський район. 1934 року район увійшов до складу новоутвореної Челябінської області.
12 листопада 1940 року Ялано-Катайський район був ліквідований, на його теренах утворено Альменєвський район з центром у селі Альменєво та Сафакулевський район з центром у селі Сафакулево. 1943 року район увійшов до складу Курганської області. 1 лютого 1963 року район був ліквідований, територія увійшла до складу укрупненого Щучанського сільського району. 12 січня 1965 року район був відновлений у старих межах.
2004 року район перетворено в Сафакулевський муніципальний район, сільради перетворено в сільські поселення зі збереженням старої назви. 15 березня 2021 року Сафакулевський район був перетворений в Сафакулевський муніципальний округ, при цьому усі сільські поселення були ліквідовані:
| Поселення                       | Площа, км² | Населення, осіб (2002) | Населення, осіб (2010) | Населення, осіб (2021) | Населені пункти                                                           |
| ------------------------------- | ---------- | ---------------------- | ---------------------- | ---------------------- | ------------------------------------------------------------------------- |
| Аджитаровська сільська рада     | 129,93     | 521                    | 258                    | 137                    | село Аджитарово                                                           |
| Бахаревська сільська рада       | 135,41     | 895                    | 621                    | 405                    | село Боровичі, присілок Бахарево                                          |
| Комишинська сільська рада       | 266,29     | 1660                   | 1248                   | 850                    | село Комишне, присілки Велике Султаново, Мале Султаново, Озерна, Покровка |
| Карасевська сільська рада       | 109,00     | 651                    | 462                    | 317                    | село Карасево                                                             |
| Мансуровська сільська рада      | 199,34     | 707                    | 527                    | 398                    | село Мансурово                                                            |
| Мартиновська сільська рада      | 110,10     | 881                    | 671                    | 511                    | село Мартиновка, присілок Бікбірди                                        |
| Надеждинська сільська рада      | 253,60     | 1022                   | 402                    | 222                    | село Надеждинка, присілок Бакаєво, присілок Бугуй (до 2004 року)          |
| Сарт-Абдрашевська сільська рада | 311,55     | 1632                   | 1434                   | 1009                   | село Сарт-Абдрашево, присілки Азналіно, Баязітово, Петровка, Преображенка |
| Сафакулевська сільська рада     | 133,40     | 4357                   | 3650                   | 3179                   | село Сафакулево, присілок Кіреєвка                                        |
| Суботинська сільська рада       | 142,41     | 838                    | 783                    | 514                    | село Суботино, присілок Мурзабаєва, присілки Бугуй (після 2004 року)      |
| Сулеймановська сільська рада    | 235,84     | 1061                   | 728                    | 428                    | село Сулейманово, присілки Бурматово, Сокольники                          |
| Сулюклінська сільська рада      | 97,35      | 1159                   | 1010                   | 758                    | село Сулюкліно, присілок Абултаєво                                        |
| Яланська сільська рада          | 163,27     | 1573                   | 1326                   | 964                    | село Яланське, присілки Біле Озеро, Калмик-Абдрашево, Максимовка          |

## Населені пункти
| №  | Населений пункт            | Населення, осіб (2002) | Населення, осіб (2010) |
| -- | -------------------------- | ---------------------- | ---------------------- |
| 1  | Абултаєво, присілок        | 480                    | 410                    |
| 2  | Аджитарово, село           | 521                    | 258                    |
| 3  | Азналіно, присілок         | 284                    | 222                    |
| 4  | Бакаєво, присілок          | 286                    | 149                    |
| 5  | Бахарево, присілок         | 362                    | 246                    |
| 6  | Баязітово, присілок        | 201                    | 132                    |
| 7  | Бікбірди, присілок         | 252                    | 241                    |
| 8  | Біле Озеро, присілок       | 408                    | 380                    |
| 9  | Боровичі, село             | 533                    | 375                    |
| 10 | Бугуй, присілок            | 212                    | 144                    |
| 11 | Бурматово, присілок        | 211                    | 135                    |
| 12 | Велике Султаново, присілок | 447                    | 333                    |
| 13 | Калмик-Абдрашево, присілок | 316                    | 254                    |
| 14 | Карасево, село             | 651                    | 462                    |
| 15 | Кіреєвка, присілок         | 71                     | 21                     |
| 16 | Комишне, село              | 776                    | 668                    |
| 17 | Максимовка, присілок       | 148                    | 93                     |
| 18 | Мале Султаново, присілок   | 85                     | 56                     |
| 19 | Мансурово, село            | 707                    | 527                    |
| 20 | Мартиновка, село           | 629                    | 430                    |
| 21 | Мурзабаєва, присілок       | 259                    | 183                    |
| 22 | Надеждинка, село           | 524                    | 253                    |
| 23 | Озерна, присілок           | 235                    | 139                    |
| 24 | Петровка, присілок         | 70                     | 33                     |
| 25 | Покровка, присілок         | 117                    | 52                     |
| 26 | Преображенка, присілок     | 237                    | 102                    |
| 27 | Сарт-Абдрашево, село       | 840                    | 945                    |
| 28 | Сафакулево, село           | 4286                   | 3629                   |
| 29 | Сокольники, присілок       | 93                     | 68                     |
| 30 | Суботино, село             | 579                    | 456                    |
| 31 | Сулейманово, село          | 757                    | 525                    |
| 32 | Сулюкліно, село            | 679                    | 600                    |
| 33 | Яланське, село             | 701                    | 599                    |